# Садовое (Синельниковский район)
Садовое (укр. Садове) — село,
Лубянский сельский совет,
Синельниковский район,
Днепропетровская область,
Украина.
Код КОАТУУ — 1224883004. Население по переписи 2001 года составляло 47 человек.

## Географическое положение
Село Садовое находится на правом берегу реки Нижняя Терса,
выше по течению на расстоянии в 3 км расположено село Новоалександровка,
ниже по течению на расстоянии в 0,5 км расположено село Цыгановка.